# Беццина, Джанлука
Джанлука Беццина (мальт. Gianluca Bezzina; род. 9 ноября 1989 года, Кренди, Мальта) — мальтийский певец, который представил Мальту на конкурсе песни «Евровидение 2013» с композицией «Tomorrow».

## Биография
Джанлука родился в большой семье, он третий из семи детей. По специальности врач-педиатр, начал медицинскую практику в июле 2012 года, а музыка для него была лишь хобби.
В конце 2012 года подал заявку на участие в мальтийском отборочном конкурсе «Евровидения 2013». Его сестра Дороти также подала заявку и соперничала с Джанлукой, они оба вышли в финал отбора, но победителем стал Джанлука.
На песенном конкурсе «Евровидение 2013» занял четвертое место во втором полуфинале и вышел в финал. В нём он занял восьмое место со 120 баллами. Это лучший результат у Мальты с 2005 года.
В дальнейшем также принимал участие в отборе на конкурс Евровидение 2015 в составе группы «L-Aħwa» с песней «Beautiful To Me». Они попали в финал, но не смогли победить.